# ザ・フォッグ (2005年の映画)
『ザ・フォッグ』 (The Fog) は、2005年制作のアメリカ映画。1980年に製作されたジョン・カーペンターの『ザ・フォッグ』のリメイク。今回は90年代にMTVで名前を馳せたウェインライトが監督を担当し、カーペンターは製作に回っている。全米でのオープニングは1220万ドル（約14億円）で初登場1位を記録した。

## スタッフ
- 監督 - ルパート・ウェインライト
- 製作総指揮 - デレク・トーチ、トッド・ガーナー、ダン・コルスラッド
- 製作 - ジョン・カーペンター、デブラ・ヒル、デヴィッド・フォスター
- 脚本 - クーパー・レイン
- 撮影 - ネイサン・ホープ
- 音楽 - グレーム・レヴェル

## キャスト
| 役名                     | 俳優                 | 日本語吹替 |
| ------------------------ | -------------------- | ---------- |
| ニック・キャッスル       | トム・ウェリング     | 竹若拓磨   |
| エリザベス・ウィリアムズ | マギー・グレイス     | 斎藤恵理   |
| スティーヴィー・ウェイン | セルマ・ブレア       | 日野由利加 |
| スプーナー               | デレイ・デイヴィス   | 駒谷昌男   |
| トム・マローン           | ケネス・ウェルシュ   | 稲葉実     |
| マローン神父(ロバート)   | エイドリアン・ハフ   | 青山穣     |
| キャシー・ウィリアムズ   | サラ・ボッツフォード | 泉裕子     |
| アンディ・ウェイン       | コール・ヘッペル     | 松元恵     |
| ダン                     | ジョナサン・ヤング   | 咲野俊介   |
| キャプテン・ブレイク     | ラデ・シェルベッジア |            |
| マンディ                 | ソニア・ベネット     |            |

## オリジナルとの違い
基本的なストーリー展開はオリジナルと同じだが、所々に細かいアレンジが加えられている。最も大きな違いは、エリザベスのキャラ設定とラストの展開。また、霧の幽霊の殺害方法も間接的に変わっている。

## その他
製作を担当し、オリジナル版でもカーペンターと共に脚本を手がけた、夫人のデブラ・ヒルは映画完成を待たずしてガンで他界したため、本作は彼女にささげられている（遺作となったのはオリヴァー・ストーン監督の『ワールド・トレード・センター』）。